# Tenente Ananias
Tenente Ananias är en kommun i Brasilien.   Den ligger i delstaten Rio Grande do Norte, i den östra delen av landet, 1 500 km nordost om huvudstaden Brasília. Antalet invånare är 9 911.
Omgivningarna runt Tenente Ananias är huvudsakligen savann. Runt Tenente Ananias är det ganska glesbefolkat, med 28 invånare per kvadratkilometer.